# 大衛·賈維斯
大衛·賈維斯（英語：David Jarvis，1954年5月17日—），敲擊樂演奏家、作曲家，在美國密歇根州底特律市出生。大衛·賈維斯在內布拉斯加大學林肯分校完成學士學位，並在華盛頓州立大學完成其文學碩士學位。在學時期，大衛·賈維斯跟隨查爾斯·多德（Charles Dowd）及里德·格拉茨（Reed Gratz）學習演奏敲擊樂。
目前大衛·賈維斯教授是華盛頓州立大學敲擊樂系的負責人，並活躍於古典音樂界和爵士音樂界。大衛·賈維斯教授亦是一名作曲家，他的作品分別由艾倫出版社、南方敲擊樂出版社及霍尼洛克出版公司出版。除了教授敲擊樂有關的課程外，大衛·賈維斯還教授搖滾音樂的歷史及搖滾音樂的社會分析。

## 演奏生涯
大衛·賈維斯是爵士樂團“爵士西北”的成員之一，並在全國各地巡迴演出。他亦擔任華盛頓愛達荷州交響樂團的定音鼓首席樂師長達20多年，至今仍是俄勒岡州海岸音樂節管弦樂團的敲擊樂首席樂師。大衛·賈維斯教授是敲擊樂藝術協會的成員，亦是山葉株式會社的駐場藝術家。

## 作品
爵士舞（JAZZ SKETCHES）
可可拉（KOHOLA）
大廈（EDIFICE）
輕按一下（TAP-CLICK）
叢林漫步（Jungle Walk）
麥克白和麥克登瓦爾德（Macbeth And Macdonwald）
節慶：北京1989（Fanfare: Beijing 1989）